# 拉海納正午

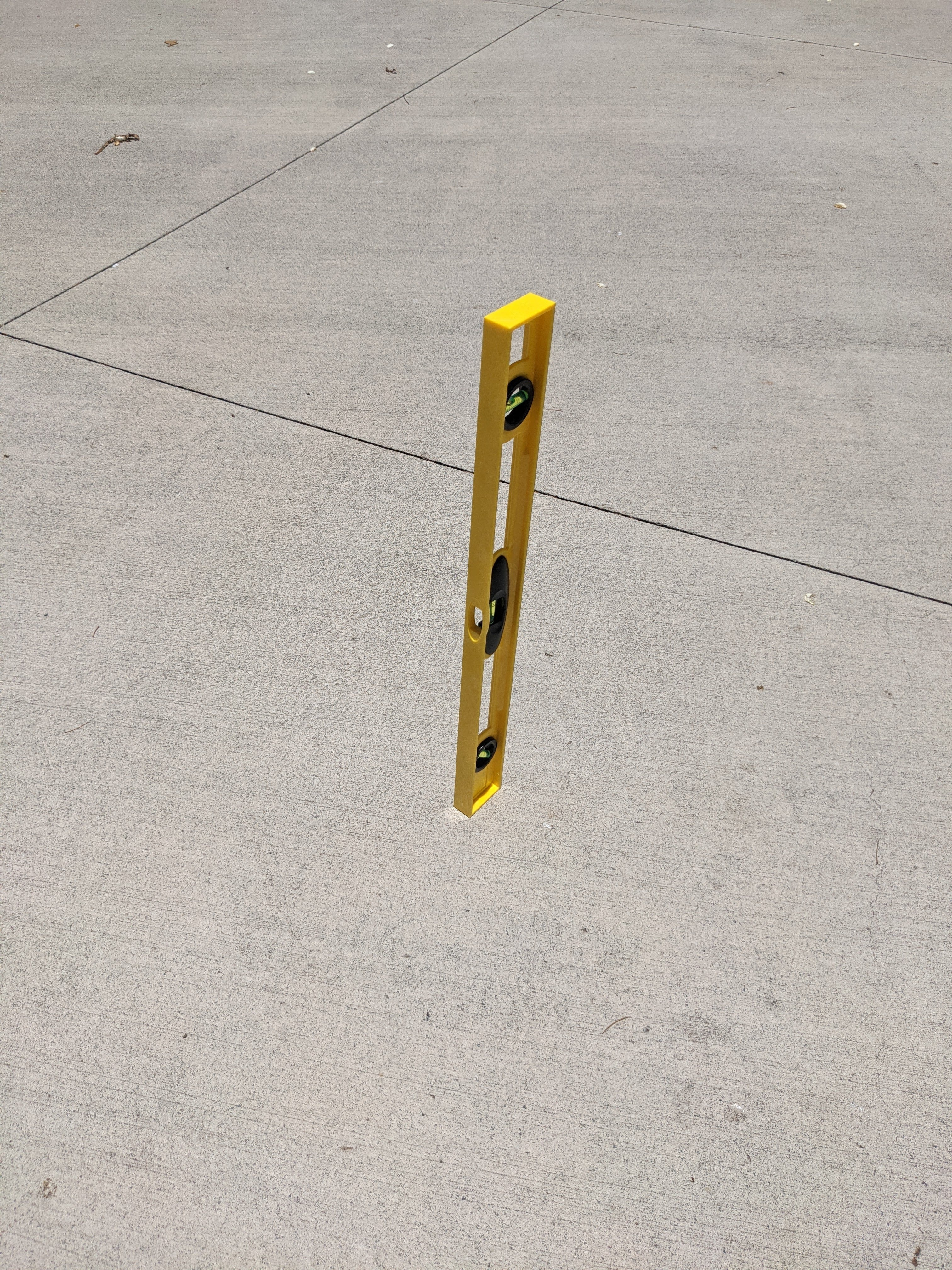
在夏威夷拉海納中午拍攝的 水平儀。

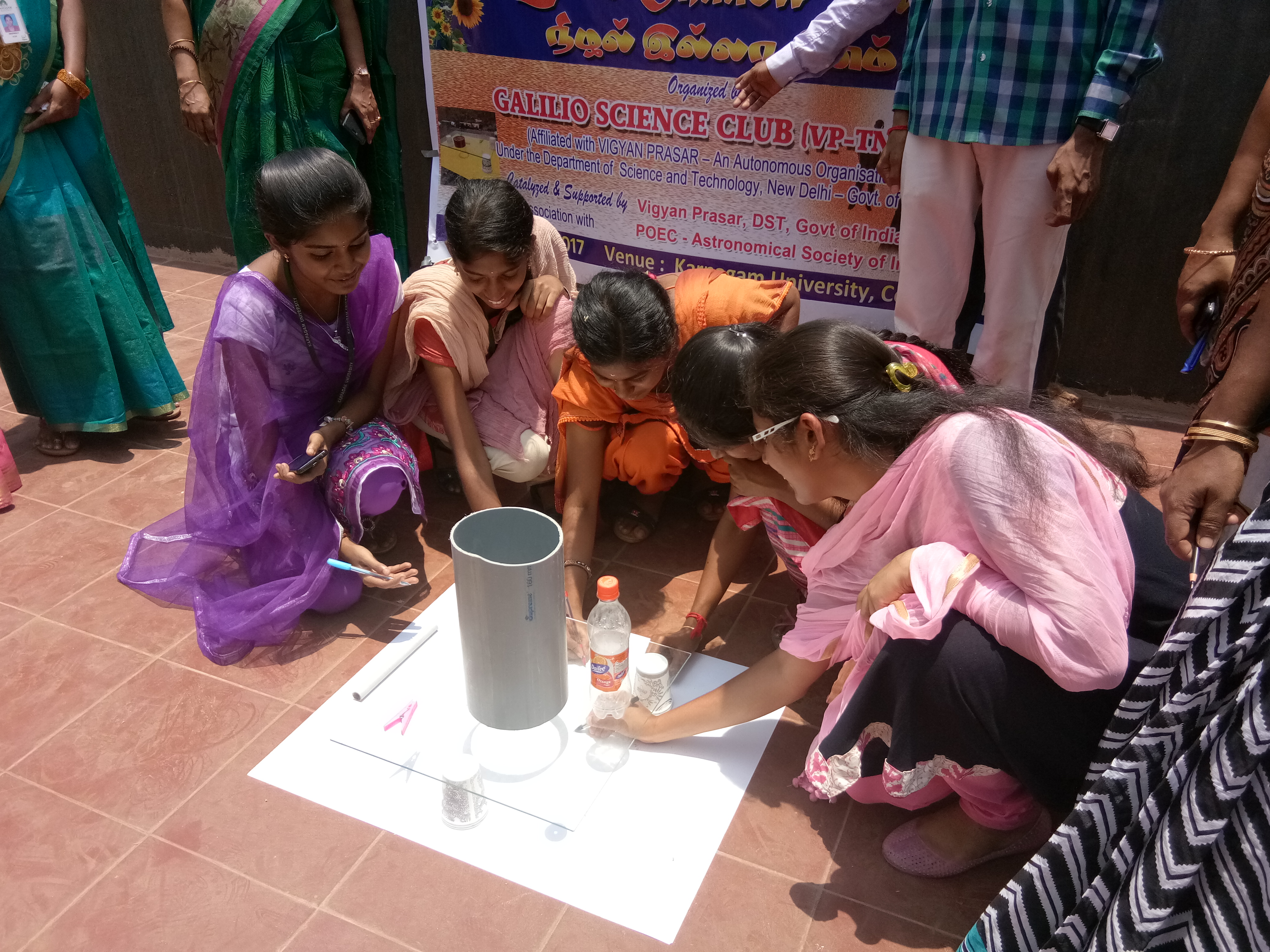
學生在無陰影日進行實驗。

拉海納正午（Lāhainā Noon），也稱為無陰影日，是一種半年一度的熱帶太陽現象，當正午的太陽在天頂處，即直接經過頭頂（在日下點上方）。因此，太陽光線將相對於地面上的物體完全垂直落下，並且不會投射出可觀察到的陰影。當太陽的赤緯等於該位置的緯度時，無陰影日每年發生兩次（在北緯23.4°的北回歸線和南緯23.4°的北回歸線之間），因此日期會因位置而異。拉海納正午這個名詞是由在夏威夷的畢曉普博物館創建的。

## 詳述

在日下點的檀香山拉海納正午。可能的太陽日下點範圍為紫色陰影區；在日下點的太陽與當地水平面之間的角度正好是90°。

日下點穿過熱帶。夏威夷是美國唯一位於熱帶地區的州，因此也是唯一一個體驗拉海納正午的州。在2022年和2023年，該現象於5月26日和7月16日在檀香山發生。夏威夷和北回歸線和南回歸線之間的其它地方，因為太陽的視路徑在夏至之前和之後經過頭頂，接收到太陽的直射光線時。
拉海納正午可以在夏威夷-阿留申時區12：16到12：43之間的任何時間發生。在那一刻，筆直直立的物體（旗杆、護柱、電線杆等）不會向外投射陰影。夏威夷最南端的拉海納正午比北部更早和更晚。例如，在2001年，夏威夷島的希洛，在5月18日和7月24日左右遇到太陽在頭頂上，茂宜島的卡互陸伊是5月24日和7月18日，歐胡島的檀香山是5月26日和7月15日，考艾島的利胡埃是5月31日和7月11日。在每對日期之間，太陽在正午時都略微偏北。

在1990年代由主教博物館讚助的比賽中，拉海納被選為該現象的稱謂，因為「lā hainā」（拉海納的舊名稱）在夏威夷語中意為「殘酷的太陽」。古代夏威夷對該事件的名稱是「kau ka lā i ka lolo」，翻譯過來就是「太陽停留在頭頂上」。

### 日下點日期
Template:Subsolar point date graph.svg

## 在流行文化中
夏威夷媒體經常報導這一事件。活動與事件相關聯。
「天門」是檀香山的一個獨特雕塑，由藝術家和景觀設計師Isamu Noguchi創作，其特點是一個彎曲、凹凸不平的圓環，隨著它的移動而急劇改變高度。一年中的大部分時間裡，它在地面上形成一個彎曲、扭曲的陰影，但在拉海納正午，這個改變高度的環在地面上投下了一個完美的圓形陰影。檀香山市和縣經常在活動期間在雕塑所在的弗蘭克法西市政場地舉行活動。
這種現象出現在故事中，包括埃裡克·保羅·謝弗（Eric Paul Shaffer）的《拉海納正午》（跳躍的狗，2005年），該書因「來自夏威夷以外的阿羅哈」而獲得「巴拉巴·波塔斯」圖書卓越獎。

### 圖集

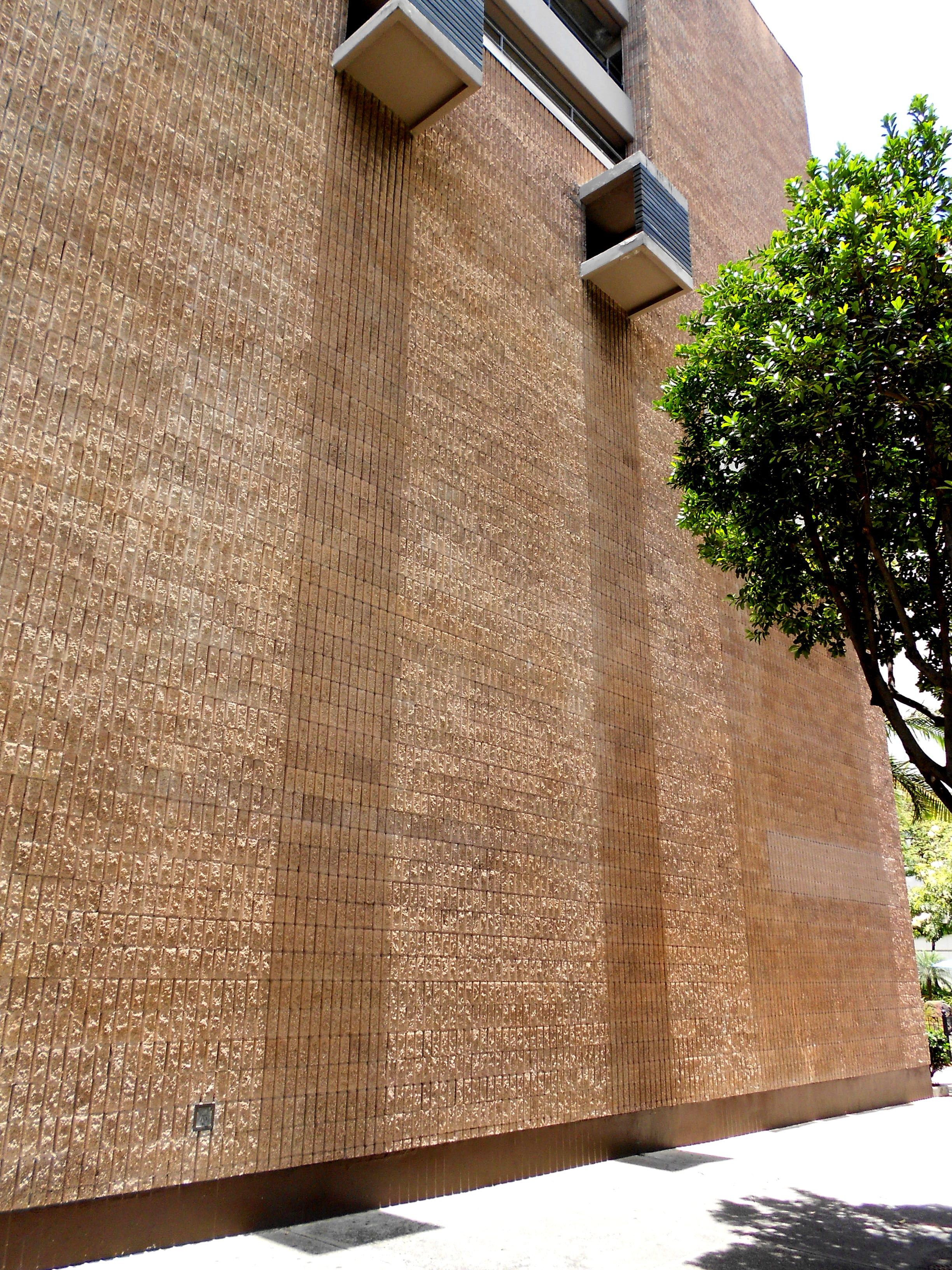
檀香山市中心的拉海納正午。
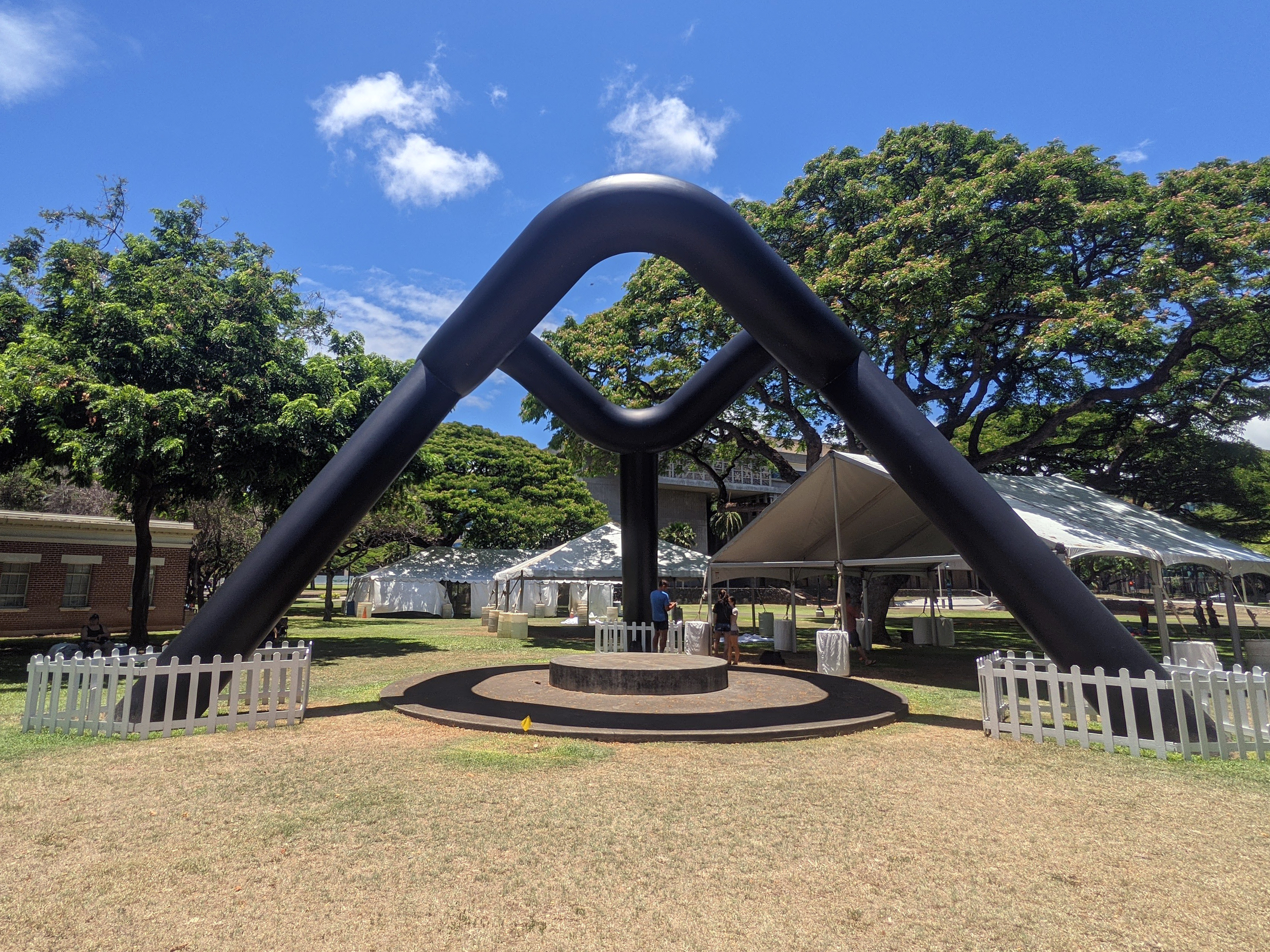
野口勇創作的「天門」（Sky Gate）。

## 延伸閱讀
- Pruitt, B. . Mutual Publishing. 2002: 17. ISBN 1-56647-560-0.
- Williams, Jack. . USA Today. May 17, 2005  [2024-03-27]. （原始内容存档于2005-09-20）.

## 外部連結
- Annual Astronomy Highlights link has current "Lahaina Noon" dates （页面存档备份，存于） updated by the Bernice P. Bishop Museum
- Picture of "Lahaina Noon" （页面存档备份，存于） by the Honolulu Star-Bulletin, note the street sign
- Picture of "Lahaina Noon" （页面存档备份，存于） by the Honolulu Star-Bulletin